# 24-Stunden-Rennen von Le Mans 2024

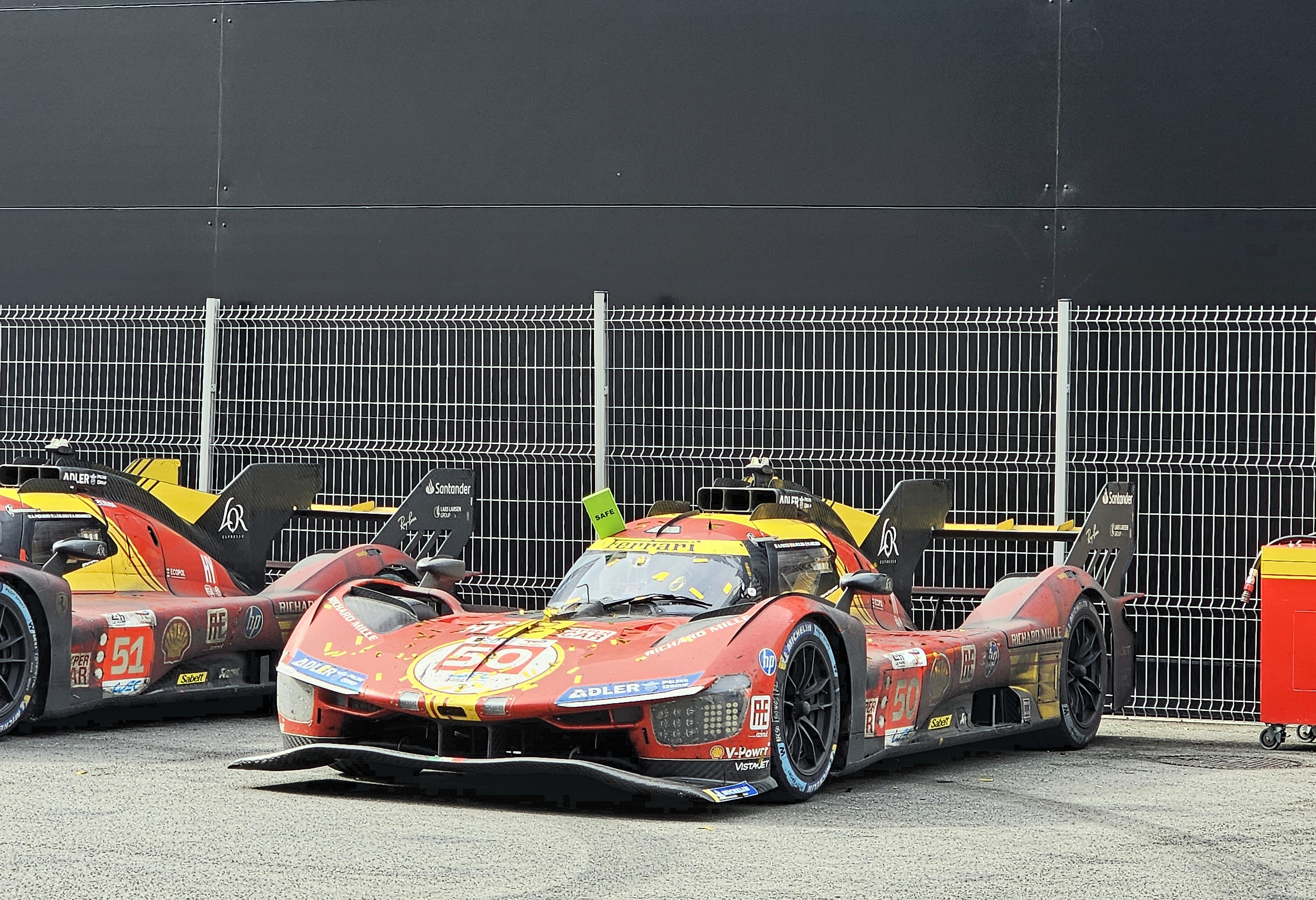
Der verschmutze Siegerwagen von Antonio Fuoco, Miguel Molina und Nicklas Nielsen mit der Startnummer 50. Daneben der nicht minder staubige Wagen mit der Startnummer 51

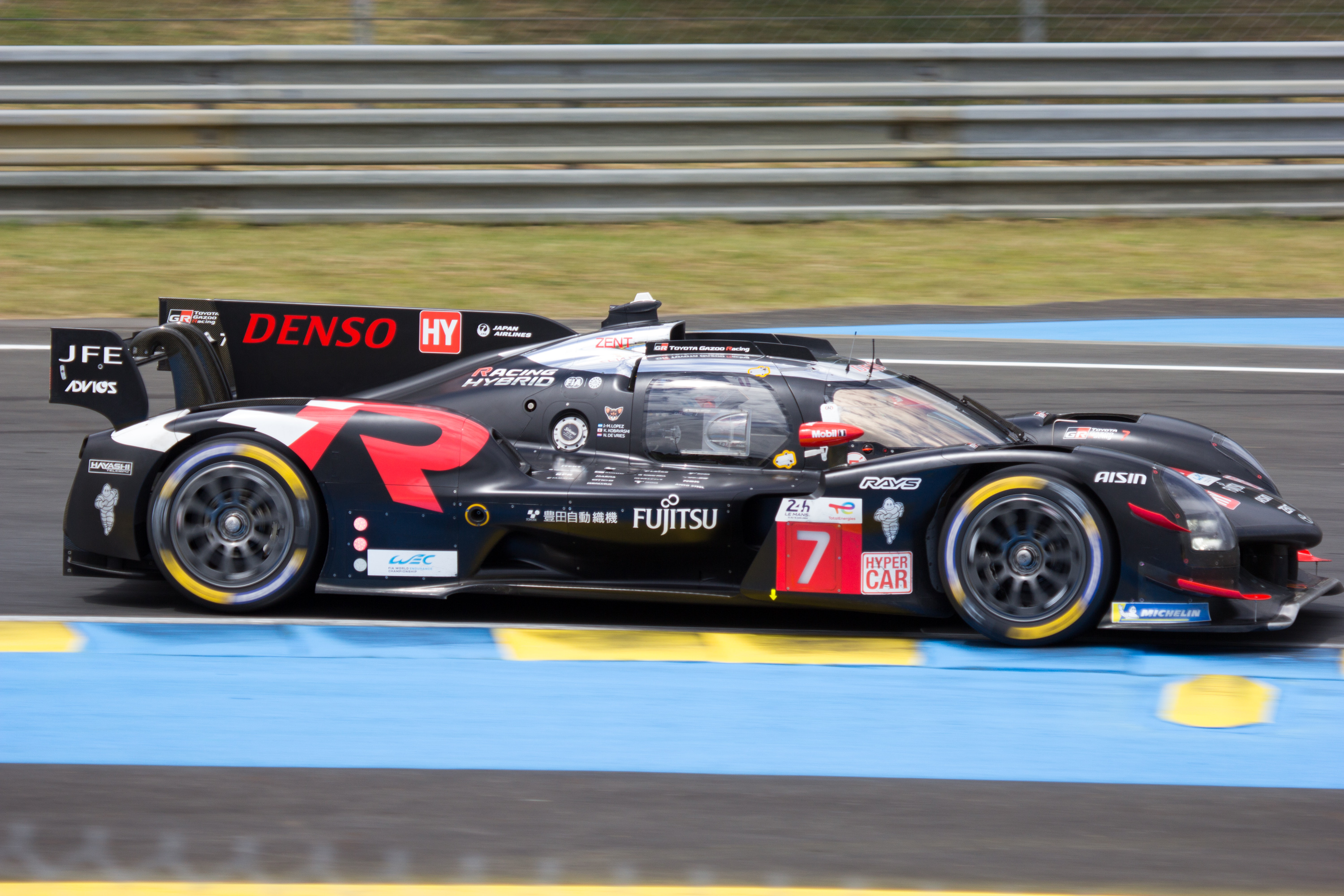
Der zweitplatzierte Toyota GR010 Hybrid von José María López, Kamui Kobayashi und Nyck de Vries

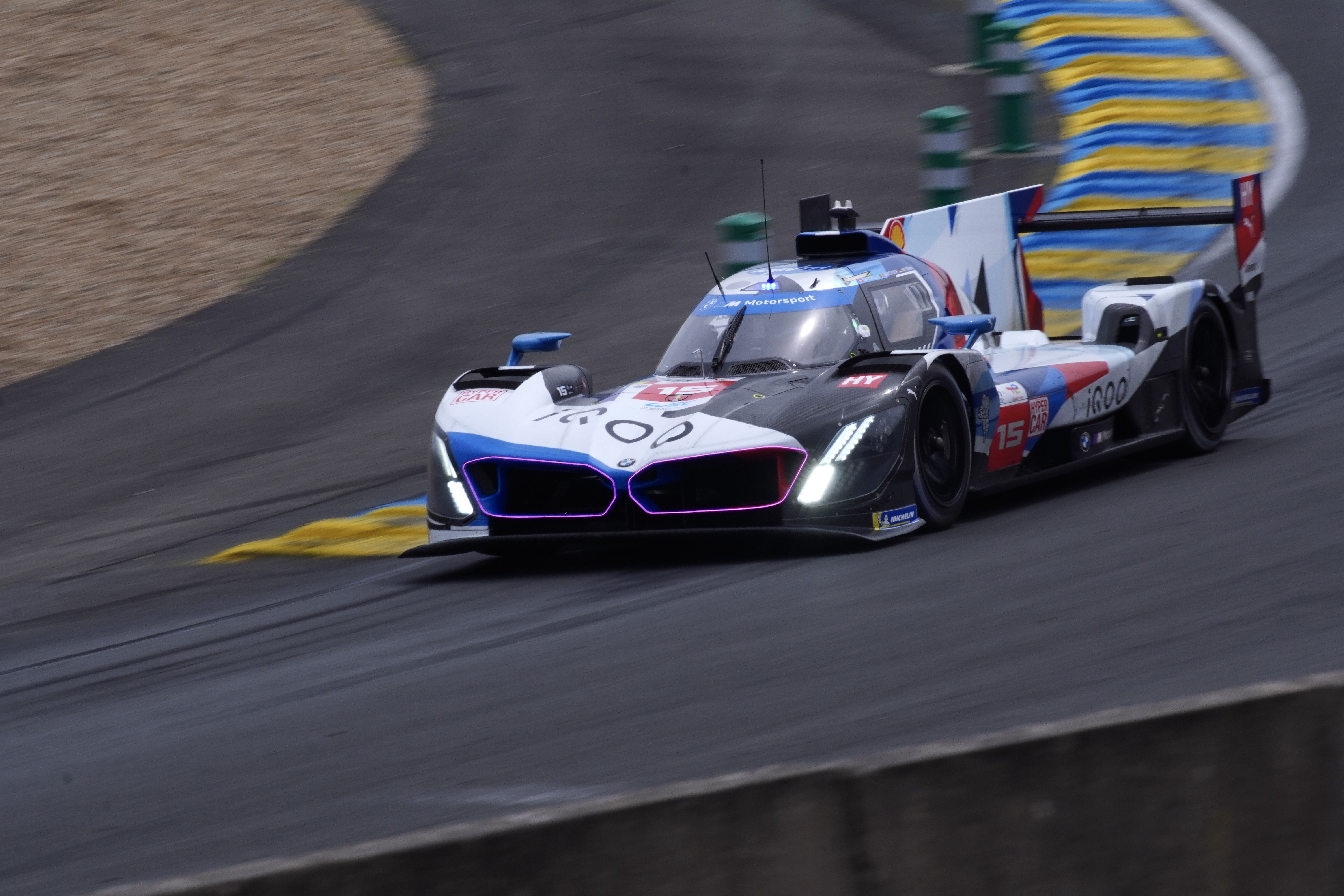
Der nach einer Kollision mit dem Ferrari 499P von Robert Kubica ausgefallene BMW M Hybrid V8 von Dries Vanthoor, Raffaele Marciello und Marco Wittmann

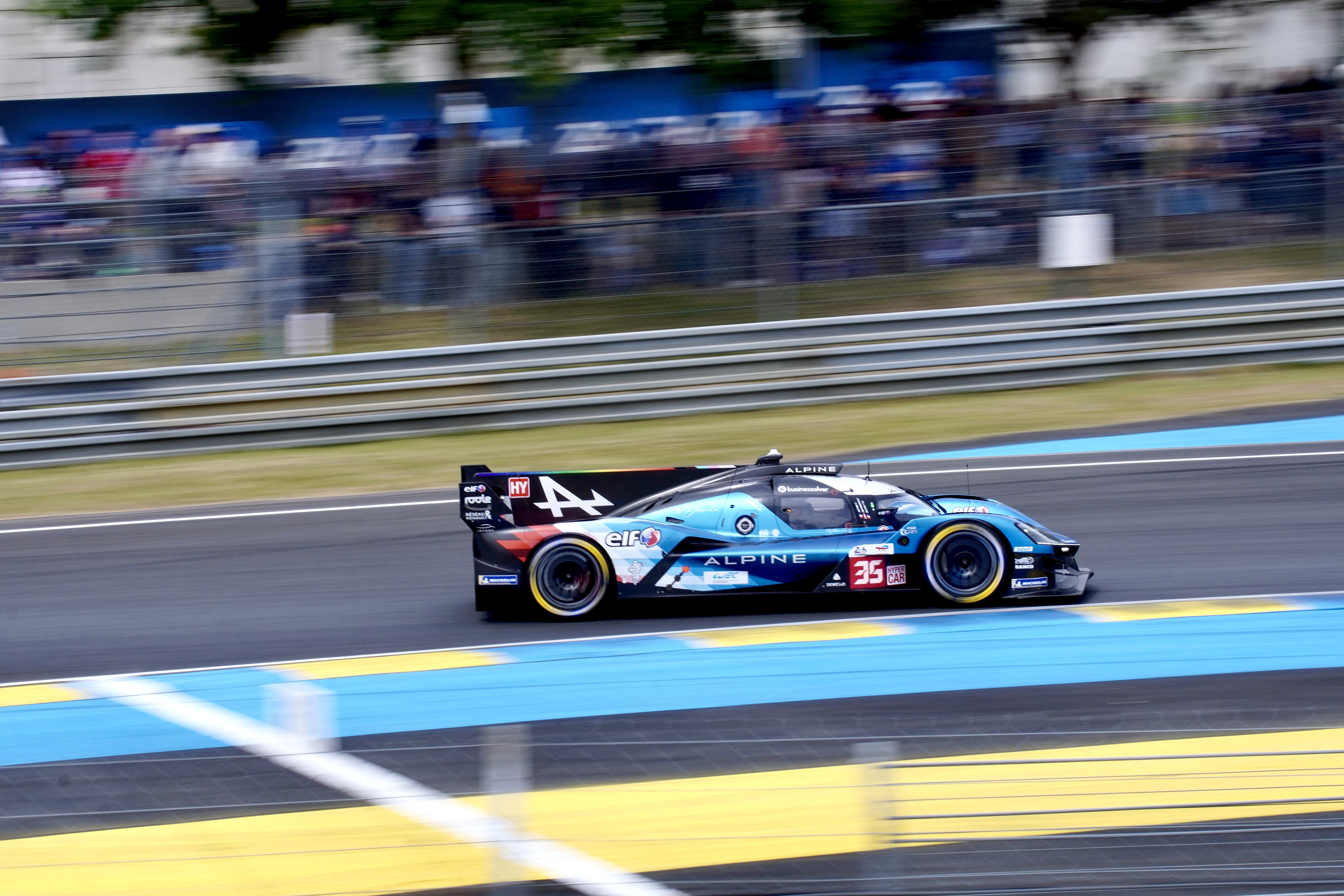
Der früh mit Motorschaden ausgefallene Alpine A424 von Paul-Loup Chatin, Ferdinand Habsburg und Charles Milesi

Das 92. 24-Stunden-Rennen von Le Mans, der 92e Grand Prix d’Endurance les 24 Heures du Mans, auch 24 Heures du Mans, fand am 15. und 16. Juni 2024 auf dem Circuit des 24 Heures statt.

## Das Rennen

### Hypercars
Mit 23 Hypercars war die höchste Rennklasse beim 24-Stunden-Rennen von Le Mans so gut besetzt wie schon seit Jahrzehnten nicht mehr. Zu den in der FIA-Langstrecken-Weltmeisterschaft 2024 gemeldeten Fahrzeugen kamen zwei weitere Cadillac V-Series.R, ein dritter Werks-Porsche 963 sowie ein zweiter Lamborghini SC63. Das Rennen und die sportliche Auseinandersetzung der Hersteller und Rennteams erfüllte von Anfang die Erwartungen der 350.000 Zuschauer vor Ort. Am Ende siegte erneut Ferrari - AF Corse mit dem Rennwagenmodell 499P. Diesmal siegten Antonio Fuoco, Miguel Molina und Nicklas Nielsen. Und wie im Vorjahr musste sich Toyota Gazoo Racing mit dem GR010 Hybrid knapp geschlagen geben.
Eine Woche vor dem Rennen stürzte Toyota-Werkspilot Mike Conway beim Radtraining und zog sich neben einem Schlüsselbeinbruch auch Verletzungen an den Rippen zu. Da sein Start nicht möglich war, übernahm José María López seine Position im Toyota GR010 Hybrid mit der Startnummer 7. Seinen Platz im Lexus RC F GT3 bekam Jack Hawksworth.
Bereits im Qualifikationstraining zeigte sich wie eng das Feld zusammenlag. Wer auf seinen schnellen Runden viel Überrundungsverkehr hatte verpasste die Hyperpole, wo die die zehn bestplatzierten Fahrzeuge die Pole-Position ausfuhren. Beide Toyota verpassten die Hyperpole, Brendon Hartley, weil ihm keine freie Runde gelang, und Kamui Kobayashi, dem alle gefahrenen Rundenzeiten gestrichen wurden. Kobayashi war ursprünglich Vierter, löste aber nach einem Dreher in den Porsche-Kurven eine Rote Flagge aus, was laut Reglement zum Verlust aller gewerteten Zeiten führte. Das Team musste vom 23. Platz aus ins Rennen gehen. Die beste Rundenzeit erzielte Kévin Estre im Porsche 963 vor den beiden Cadillacs von Alex Lynn und Sébastien Bourdais.
Der Rennverlauf erfüllte die großen Erwartungen. Nach einer Fahrzeit von 24:01:55,856 Stunden lagen die ersten vier Fahrzeuge innerhalb von 37,897 Sekunden. Zwischen dem siegreichen Ferrari und dem zweitplatzierten Toyota von José María López, Kamui Kobayashi und Nyck de Vries betrug der Abstand nur 14,221 Sekunden. Toyota verlor das Rennen durch viel Pech, da der zweitplatzierte Wagen mit der Startnummer 8 dreimal außerplanmäßig die Boxen ansteuern musste. Einmal war die Frontscheibe so verschmutzt, dass der Scheibenwischer nichts mehr ausrichtete und de Vries zur Box kam, um eine der Schutzfolien abreißen zu lassen. Zweimal zwang ein Reifen-Druckverlust Lopez zum vorzeitigen Stoppen. Da alle drei Halte knapp nach dem routinemäßigen Nachtanken geschahen, fehlte die dabei verlorene Zeit auf den Sieg.
Nachträglichen Ärger handelte sich die Rennleitung nach fragwürdigen Entscheidungen während des Rennens ein. Ein zweites Unsafe-Release von Nicklas Nielsen im Ferrari mit der Nummer 50 wurde im Gegensatz zum ersten Mal nicht bestraft. Dazu die Rennleitung: „Nach Prüfung des Videobeweises stellten die Sportkommissare fest, dass Wagen 50 seinen Boxenstoppplatz verließ, obwohl der Manager das Schild nicht anhob. Wagen 37 verlangsamte, als er Wagen 50 herannahen sah, aber Wagen 50 fuhr nicht auf die Fastlane und war für Wagen 37 zu keiner Zeit gefährlich,“ 5 Stunden vor Rennende drehte Alessandro Pier Guidi im Ferrari mit der Nummer 51 den vor ihm an der zweiten Stelle fahrenden Toyota mit Brendon Hartley am Steuer nach einer unnötigen Berührung um und raubte dem Wagen mit der Nummer 8 die Siegeschance. Die erste nach einer Stunde von der Rennleitung verhängte Strafe von 5 Sekunden (Addition zur Standzeit beim nächsten Boxenstopp) für den Ferrari sorgte für Kopfschütteln bei der Fachwelt und erheblichen Unmut bei Toyota-GAZOO-Racing-Europe-Geschäftsführer Rob Leupen: „5 Sekunden Strafe für das Beenden der realistischen Siegchance sind ein Witz. Das hat uns sehr verärgert“.
Eine weitere Entscheidung betraf den Ferrari 499P mit der Startnummer 83 von Robert Kubica und den BMW M Hybrid V8, gefahren von Dries Vanthoor. Der BMW kam mit neuen, noch kalten Reifen, aus der Box und Vanthoor erhielt von seinem Renningenieur die Anweisung, die anstehende Überrundung durch den in der Gesamtwertung führenden Ferrari von Kubica wenn möglich zu verhindern. Vanthoor ignorierte zwei Mal Blaue Flaggen (diese zeigen an, dass man einem schnelleren Fahrzeug Platz zum Überrunden machen muss), ehe es bei der Anfahrt zu Mulsanne zur Kollision kam. Der Ferrari streifte dabei den BMW, was dessen Unfall und Ausfall zur Folge hatte. Die 30 Sekunden Stop-and-Go-Strafe für den Ferrari erschien auch hier vielen Fachleuten als viel zu gering, da in der Vergangenheit für ähnlich Vergehen weit höhere Strafen verhängt wurden. Nach dem Rennen gaben sich Kubica und Vanthoor gegenseitig die Schuld am Zwischenfall.

### LMGT3
Mit ähnlichen Verletzungen wie Mike Conway musste auch Doriane Pin ihre Rennteilnahme absagen. Sie brach sich bei einem Rennen zur Formula Regional European Championship 2024 auf dem Circuit de Spa-Francorchamps mehrere Rippen. Für sie startete Rahel Frey im
Lamborghini Huracán GT3 Evo 2 mit der Startnummer 85.

## Einladungen
Wie 2022 und den Jahren davor (2023 gab es eine davon abweichende Vorgangsweise) veröffentlichte der Automobile Club de l’Ouest im Herbst vor dem Rennen im nächsten Jahr die Einladungsliste für das 24-Stunden-Rennen. Wie erwartet, fanden sich auf der Liste die Gesamt- und die Klassensieger des Rennens aus dem Vorjahr. Dazu kamen die Meisterschaftsgewinner und zweitplatzierten der European-Le-Mans- und Asian Le Mans Series sowie des Michelin Le Mans Cup. Zusätzliche Einladungen erhielten zwei Meisterteams (LMP2 und LMGTE-Am) der IMSA WeatherTech SportsCar Championship.

### Startliste
| Startliste | Startliste                | Startliste                       | Startliste | Startliste               | Startliste               | Startliste           |
| Nr.        | Team                      | Fahrzeug                         | Reifen     | Fahrer                   | Fahrer                   | Fahrer               |
| ---------- | ------------------------- | -------------------------------- | ---------- | ------------------------ | ------------------------ | -------------------- |
| LMH        |                           |                                  |            |                          |                          |                      |
| 2          | Cadillac Racing           | Cadillac V-Series.R              | M          | Earl Bamber              | Alex Lynn                | Alex Palou           |
| 3          | Cadillac Racing           | Cadillac V-Series.R              | M          | Sébastien Bourdais       | Renger van der Zande     | Scott Dixon          |
| 4          | Porsche Penske Motorsport | Porsche 963                      | M          | Mathieu Jaminet          | Felipe Nasr              | Nick Tandy           |
| 5          | Porsche Penske Motorsport | Porsche 963                      | M          | Matt Campbell            | Michael Christensen      | Frédéric Makowiecki  |
| 6          | Porsche Penske Motorsport | Porsche 963                      | M          | Kévin Estre              | André Lotterer           | Laurens Vanthoor     |
| 7          | Toyota Gazoo Racing       | Toyota GR010 Hybrid              | M          | José María López         | Kamui Kobayashi          | Nyck de Vries        |
| 8          | Toyota Gazoo Racing       | Toyota GR010 Hybrid              | M          | Sébastien Buemi          | Brendon Hartley          | Ryō Hirakawa         |
| 11         | Isotta Fraschini          | Isotta Fraschini Tipo 6-C        | M          | Carl Wattana Bennett     | Jean Karl Vernay         | Antonio Serravalle   |
| 12         | Hertz Team Jota           | Porsche 963                      | M          | Callum Ilott             | Will Stevens             | Norman Nato          |
| 15         | BMW M Team WRT            | BMW M Hybrid V8                  | M          | Dries Vanthoor           | Raffaele Marciello       | Marco Wittmann       |
| 19         | Lamborghini Iron Lynx     | Lamborghini SC63                 | M          | Matteo Cairoli           | Andrea Caldarelli        | Romain Grosjean      |
| 20         | BMW M Team WRT            | BMW M Hybrid V8                  | M          | Sheldon van der Linde    | Robin Frijns             | René Rast            |
| 35         | Alpine Endurance Team     | Alpine A424                      | M          | Paul-Loup Chatin         | Ferdinand Habsburg       | Charles Milesi       |
| 36         | Alpine Endurance Team     | Alpine A424                      | M          | Nicolas Lapierre         | Matthieu Vaxivière       | Mick Schumacher      |
| 38         | Hertz Team Jota           | Porsche 963                      | M          | Oliver Rasmussen         | Philip Hanson            | Jenson Button        |
| 50         | Ferrari AF Corse          | Ferrari 499P                     | M          | Antonio Fuoco            | Miguel Molina            | Nicklas Nielsen      |
| 51         | Ferrari AF Corse          | Ferrari 499P                     | M          | Alessandro Pier Guidi    | James Calado             | Antonio Giovinazzi   |
| 63         | Lamborghini Iron Lynx     | Lamborghini SC63                 | M          | Mirko Bortolotti         | ---- Daniil Kvjat        | Edoardo Mortara      |
| 83         | AF Corse                  | Ferrari 499P                     | M          | Robert Kubica            | Ye Yifei                 | Robert Schwarzman    |
| 93         | Peugeot TotalEnergies     | Peugeot 9X8 2024                 | M          | Nico Müller              | Mikkel Jensen            | Jean-Éric Vergne     |
| 94         | Peugeot TotalEnergies     | Peugeot 9X8 2024                 | M          | Loïc Duval               | Paul di Resta            | Stoffel Vandoorne    |
| 99         | Proton Competition        | Porsche 963                      | M          | Harry Tincknell          | Neel Jani                | Julien Andlauer      |
| 311        | Action Express Racing     | Cadillac V-Series.R              | M          | Luís Felipe Derani       | Jack Aitken              | Felipe Drugovich     |
| LMP2       |                           |                                  |            |                          |                          |                      |
| 9          | Proton Competition        | Oreca 07                         | G          | Jonas Ried               | Macéo Capietto           | Bent Viscaal         |
| 10         | Vector Sport              | Oreca 07                         | G          | Ryan Cullen              | Patrick Pilet            | Stéphane Richelmi    |
| 14         | Orlen Team AO by TF       | Oreca 07                         | G          | P. J. Hyett              | Louis Delétraz           | Alex Quinn           |
| 22         | United Autosports         | Oreca 07                         | G          | Bijoy Garg               | Oliver Jarvis            | Nolan Siegel         |
| 23         | United Autosports         | Oreca 07                         | G          | Ben Hanley               | Ben Keating              | Filipe Albuquerque   |
| 24         | Nielsen Racing            | Oreca 07                         | G          | David Heinemeier Hansson | Fabio Scherer            | Kyffin Simpson       |
| 25         | Algarve Pro Racing        | Oreca 07                         | G          | Olli Caldwell            | Matthias Kaiser          | Roman De Angelis     |
| 28         | Idec Sport                | Oreca 07                         | G          | Paul Lafargue            | Reshad de Gerus          | Job van Uitert       |
| 30         | Duqueine Team             | Oreca 07                         | G          | James Allen              | Jean-Baptiste Simmenauer | John Falb            |
| 33         | DKR Engineering           | Oreca 07                         | G          | Alexander Mattschull     | René Binder              | Laurents Hörr        |
| 34         | Inter Europol Competition | Oreca 07                         | G          | Jakub Śmiechowski        | ---- Vladislav Lomko     | Clément Novalak      |
| 37         | Cool Racing               | Oreca 07                         | G          | Lorenzo Fluxá            | Ritomo Miyata            | Malthe Jakobsen      |
| 45         | CrowdStrike Racing by APR | Oreca 07                         | G          | George Kurtz             | Colin Braun              | Nicky Catsburg       |
| 47         | Cool Racing               | Oreca 07                         | G          | Matthew Bell             | Naveen Rao               | Frederik Vesti       |
| 65         | Panis Racing              | Oreca 07                         | G          | Mathias Beche            | Scott Huffaker           | Rodrigo Sales        |
| 183        | AF Corse                  | Oreca 07                         | G          | François Perrodo         | Ben Barnicoat            | Nicolás Varrone      |
| LMGT3      |                           |                                  |            |                          |                          |                      |
| 27         | Heart of Racing Team      | Aston Martin Vantage AMR GT3 Evo | G          | Ian James                | Daniel Mancinelli        | Alex Riberas         |
| 31         | Team WRT                  | BMW M4 GT3                       | G          | Augusto Farfus           | Sean Gelael              | Darren Leung         |
| 44         | Proton Competition        | Ford Mustang GT3                 | G          | John Hartshorne          | Christopher Mies         | Ben Tuck             |
| 46         | Team WRT                  | BMW M4 GT3                       | G          | Ahmad Al Harthy          | Maxime Martin            | Valentino Rossi      |
| 54         | Vista AF Corse            | Ferrari 296 GT3                  | G          | Francesco Castellacci    | Thomas Flohr             | Davide Rigon         |
| 55         | Vista AF Corse            | Ferrari 296 GT3                  | G          | François Hériau          | Simon Mann               | Alessio Rovera       |
| 59         | United Autosports         | McLaren 720S GT3 Evo             | G          | Nicolas Costa            | James Cottingham         | Grégoire Saucy       |
| 60         | Iron Lynx                 | Lamborghini Huracán GT3 Evo 2    | G          | Claudio Schiavoni        | Matteo Cressoni          | Franck Perera        |
| 66         | JMW Motorsport            | Ferrari 296 GT3                  | G          | Giacomo Petrobelli       | Larry ten Voorde         | Salih Yoluç          |
| 70         | Inception Racing          | McLaren 720S GT3 Evo             | G          | Brendan Iribe            | Ollie Millroy            | Frederik Schandorff  |
| 77         | Proton Competition        | Ford Mustang GT3                 | G          | Ben Barker               | Ryan Hardwick            | Zacharie Robichon    |
| 78         | Akkodis ASP Team          | Lexus RC F GT3                   | G          | ––– Timur Boguslavskiy   | Arnold Robin             | Kelvin van der Linde |
| 81         | TF Sport                  | Chevrolet Corvette Z06 GT3.R     | G          | Rui Andrade              | Charlie Eastwood         | Tom Van Rompuy       |
| 82         | TF Sport                  | Chevrolet Corvette Z06 GT3.R     | G          | Daniel Juncadella        | Sébastien Baud           | Hiroshi Koizumi      |
| 85         | Iron Dames                | Lamborghini Huracán GT3 Evo 2    | G          | Michelle Gatting         | Sarah Bovy               | Rahel Frey           |
| 86         | GR Racing                 | Ferrari 296 GT3                  | G          | Mike Wainwright          | Riccardo Pera            | Daniel Serra         |
| 87         | Akkodis ASP Team          | Lexus RC F GT3                   | G          | Takeshi Kimura           | Esteban Masson           | Jack Hawksworth      |
| 88         | Proton Competition        | Ford Mustang GT3                 | G          | Dennis Olsen             | Mikkel Pedersen          | Giorgio Roda         |
| 91         | Manthey EMA               | Porsche 911 GT3 R LMGT3          | G          | Richard Lietz            | Morris Schuring          | Yasser Shahin        |
| 92         | Manthey Pure Rxcing       | Porsche 911 GT3 R LMGT3          | G          | Klaus Bachler            | Alex Malykhin            | Joel Sturm           |
| 95         | United Autosports         | McLaren 720S GT3 Evo             | G          | Hiroshi Hamaguchi        | Marino Satō              | Nico Pino            |
| 155        | Spirit of Race            | Ferrari 296 GT3                  | G          | Conrad Laursen           | Johnny Laursen           | Jordan Taylor        |
| 777        | D'Station Racing          | Aston Martin Vantage AMR GT3 Evo | G          | Erwan Bastard            | Satoshi Hoshino          | Marco Sørensen       |

### Reservefahrzeuge
Wie in den Jahren davor veröffentlichte der ACO zeitgleich mit der ersten vorläufigen Startliste auch eine Liste der Reservefahrzeuge. In der Liste von eins bis sieben nominiert, rücken die Fahrzeuge in dieser Reihenfolge für Ausfälle in der ursprünglichen Startliste nach.
| Klasse | Nr. | Team                      | Fahrzeug                         | Nominierter Fahrer   | Nominierter Fahrer  | Nominierter Fahrer |
| ------ | --- | ------------------------- | -------------------------------- | -------------------- | ------------------- | ------------------ |
| LMH    | 79  | Proton Competition        | Porsche 963                      | Gianmaria Bruni      |                     |                    |
| LMP2   | 43  | Inter Europol Competition | Oreca 07                         | ---- Vladislav Lomko | Clément Novalak     |                    |
| LMGT3  | 72  | Racing Spirit of Léman    | Aston Martin Vantage AMR GT3 Evo | Derek DeBoer         | Valentin Hasse-Clot | Maxime Robin       |
| LMGT3  | 74  | Kessel Racing             | Ferrari 296 GT3                  | John Hartshorne      | Ben Tuck            |                    |
| LMGT3  | 52  | Formula Racing            | Ferrari 296 GT3                  | Johnny Laursen       | Conrad Laursen      |                    |
| LMP2   | 29  | Richard Mille by TDS      | Oreca 07                         | Mathias Beche        | Rodrigo Sales       |                    |
| LMP2   | 41  | Staysail Motorsport       | Oreca 07                         | Michael Dinan        |                     |                    |

### Änderungen in der Startliste
- Patrick Pilet ersetzte Gabriel Aubry im Oreca 07 mit der Startnummer 10
- Bijoy Garg ersetzte Filipe Albuquerque im Oreca 07 mit der Startnummer 22
- Filipe Albuquerque ersetzte Nico Pino im Oreca 07 mit der Startnummer 23
- David Heinemeier Hansson ersetzte Aldo Costa im Orca 07 mit der Startnummer 24
- Vladislav Lomko ersetzte Tom Dillmann im Oreca 07 mit der Startnummer 34
- Mathias Beche ersetzte Manuel Maldonado im Oreca 07 mit der Startnummer 65
- Conrad Laursen ersetzte Duncan Cameron im Ferrari 296 mit der Startnummer 155
- Johnny Laursen ersetzte Matt Griffin im Ferrari 296 mit der Startnummer 155
- Jordan Taylor ersetzte David Perel im Ferrari 296 mit der Startnummer 155
- Rahel Frey ersetzte Doriane Pin im Lamborghini Huracán GT3 Evo 2 mit der Startnummer 85
- José María López ersetzte Mike Conway im Toyota GR010 Hybrid mit der Startnummer 7
- Jack Hawksworth ersetzte José María López im Lexus RC F GT3 mit der Startnummer 87
- John Hartshorne ersetzte Christian Ried im Ford Mustang GT3 mit der Startnummer 44

## Trainingszeiten

### Qualifikation
| Pos. | Klasse   | Nr. | Team                      | Qualifikation | Hyperpole  | Startplatz |
| ---- | -------- | --- | ------------------------- | ------------- | ---------- | ---------- |
| 1    | Hypercar | 6   | Porsche Penske Motorsport | 3:25.051      | 3:24.634   | 1          |
| 2    | Hypercar | 2   | Cadillac Racing           | 3:24.993      | 3:24.782   | 7          |
| 3    | Hypercar | 3   | Cadillac Racing           | 3:24.642      | 3:24.816   | 2          |
| 4    | Hypercar | 51  | Ferrari-AF Corse          | 3:25.049      | 3:25.156   | 3          |
| 5    | Hypercar | 50  | Ferrari-AF Corse          | 3:24.731      | 3:25.598   | 4          |
| 6    | Hypercar | 35  | Alpine Endurance Team     | 3:24.872      | 3:25.713   | 5          |
| 7    | Hypercar | 15  | BMW M Team WRT            | 3:24.465      | keine Zeit | 6          |
| 8    | Hypercar | 12  | Hertz Team Jota           | 3:25.145      | keine Zeit | 8          |
| 9    | Hypercar | 36  | Alpine Endurance Team     | 3:25.278      |            | 9          |
| 10   | Hypercar | 5   | Porsche Penske Motorsport | 3:25.307      |            | 10         |
| 11   | Hypercar | 8   | Toyota Gazoo Racing       | 3:25.446      |            | 11         |
| 12   | Hypercar | 83  | AF Corse                  | 3:25.766      |            | 12         |
| 13   | Hypercar | 63  | Lamborghini Iron Lynx     | 3:25.973      |            | 13         |
| 14   | Hypercar | 99  | Proton Competition        | 3:25.992      |            | 14         |
| 15   | Hypercar | 93  | Peugeot TotalEnergies     | 3:26.195      |            | 15         |
| 16   | Hypercar | 20  | BMW M Team WRT            | 3:26.223      |            | 16         |
| 17   | Hypercar | 38  | Hertz Team Jota           | 3:26.290      |            | 17         |
| 18   | Hypercar | 311 | Action Express Racing     | 3:26.311      |            | 18         |
| 19   | Hypercar | 4   | Porsche Penske Motorsport | 3:26.362      |            | 19         |
| 20   | Hypercar | 94  | Peugeot TotalEnergies     | 3:27.251      |            | 20         |
| 21   | Hypercar | 19  | Lamborghini Iron Lynx     | 3:27.655      |            | 21         |
| 22   | Hypercar | 11  | Isotta Fraschini          | 3:29.865      |            | 22         |
| 23   | Hypercar | 7   | Toyota Gazoo Racing       | keine Zeit    |            | 23         |
| 24   | LMP2     | 14  | Orlen Team AO byTF        | 3:33.134      | 3:33.217   | 24         |
| 25   | LMP2     | 28  | IDEC Sport                | 3:34.215      | 3:33.827   | 25         |
| 26   | LMP2     | 65  | Panis Racing              | 3:33.827      | 3:34.053   | 26         |
| 27   | LMP2     | 23  | United Autosports USA     | 3:33.430      | 3:34.221   | 27         |
| 28   | LMP2     | 22  | United Autosports         | 3:34.480      | 3:34.270   | 28         |
| 29   | LMP2     | 37  | Cool Racing               | 3:32.827      | 3:34.773   | 29         |
| 30   | LMP2     | 33  | DKR Engineering           | 3:34.330      | 3:35.699   | 30         |
| 31   | LMP2     | 10  | Vector Sport              | 3:34.262      | 3:35.855   | 31         |
| 32   | LMP2     | 183 | AF Corse                  | 3:34.767      |            | 32         |
| 33   | LMP2     | 24  | Nielsen Racing            | 3:34.794      |            | 33         |
| 34   | LMP2     | 34  | Inter Europol Competition | 3:34.885      |            | 34         |
| 35   | LMP2     | 9   | Proton Competition        | 3:34.963      |            | 35         |
| 36   | LMP2     | 30  | Duqueine Team             | 3:35.070      |            | 36         |
| 37   | LMP2     | 47  | Cool Racing               | 3:35.360      |            | 37         |
| 38   | LMP2     | 25  | Algarve Pro Racing        | 3:35.474      |            | 38         |
| 39   | LMP2     | 45  | CrowdStrike Racing by APR | 3:39.222      |            | 39         |
| 40   | LMGT3    | 70  | Inception Racing          | 3:55.406      | 3:58.120   | 40         |
| 41   | LMGT3    | 92  | Manthey PureRxcing        | 3:56.189      | 3:58.928   | 41         |
| 42   | LMGT3    | 66  | JMW Motorsport            | 3:56.443      | 3:58.938   | 42         |
| 43   | LMGT3    | 77  | Proton Competition        | 3:55.263      | 3:59.443   | 43         |
| 44   | LMGT3    | 27  | Heart of Racing Team      | 3:56.243      | 3:59.655   | 44         |
| 45   | LMGT3    | 777 | D'station Racing          | 3:56.500      | 4:02.787   | 45         |
| 46   | LMGT3    | 82  | TF Sport                  | 3:56.105      | 4:03.681   | 46         |
| 47   | LMGT3    | 60  | Iron Lynx                 | 3:56.153      | 4:06.495   | 47         |
| 48   | LMGT3    | 85  | Iron Dames                | 3:56.530      |            | 48         |
| 49   | LMGT3    | 87  | Akkodis ASP Team          | 3:56.561      |            | 49         |
| 50   | LMGT3    | 59  | United Autosports         | 3:56.710      |            | 50         |
| 51   | LMGT3    | 46  | Team WRT                  | 3:56.738      |            | 51         |
| 52   | LMGT3    | 54  | Vista AF Corse            | 3:56.780      |            | 52         |
| 53   | LMGT3    | 44  | Proton Competition        | 3:56.836      |            | 53         |
| 54   | LMGT3    | 31  | Team WRT                  | 3:56.947      |            | 54         |
| 55   | LMGT3    | 91  | Manthey EMA               | 3:57.026      |            | 55         |
| 56   | LMGT3    | 88  | Proton Competition        | 3:57.221      |            | 56         |
| 57   | LMGT3    | 81  | TF Sport                  | 3:57.296      |            | 57         |
| 58   | LMGT3    | 95  | United Autosports         | 3:57.313      |            | 58         |
| 59   | LMGT3    | 155 | Spirit of Race            | 3:57.349      |            | 59         |
| 60   | LMGT3    | 78  | Akkodis ASP Team          | 3:57.441      |            | 60         |
| 61   | LMGT3    | 55  | Vista AF Corse            | 3:58.282      |            | 61         |
| 62   | LMGT3    | 86  | GR Racing                 | keine Zeit    |            | 62         |

## Ergebnisse

### Piloten nach Nationen
| 27 Franzosen   | 24 Briten          | 18 Italiener      | 13 Dänen       | 13 US-Amerikaner |
| 10 Schweizer   | 9 Deutsche         | 8 Japaner         | 8 Niederländer | 6 Belgier        |
| 6 Brasilianer  | 5 Spanier          | 4 Österreicher    | 3 Australier   | 3 Kanadier       |
| 3 Neuseeländer | ---- 3 Staatenlose | 2 Argentinier     | 2 Iren         | 2 Polen          |
| 2 Südafrikaner | 1 Angolaner        | 1 Barabadier      | 1 Chilene      | 1 Chinese        |
| 1 Indonesier   | 1 Israeli          | 1 Liechtensteiner | 1 Monegasse    | 1 Norweger       |
| 1 Omani        | 1 Portugiese       | 1 Kittian         | 1 Thailänder   | 1 Türke          |

### Schlussklassement
| Pos.            | Klasse | Nr. | Team                      | Fahrer                                                    | Chassis                          | Motor                                       | Reifen | Runden |
| --------------- | ------ | --- | ------------------------- | --------------------------------------------------------- | -------------------------------- | ------------------------------------------- | ------ | ------ |
| 1               | LMH    | 50  | Ferrari - AF Corse        | Antonio Fuoco Miguel Molina Nicklas Nielsen               | Ferrari 499P                     | Ferrari 3.0L V6 à 90° Bi-Turbo Hybrid       | M      | 311    |
| 2               | LMH    | 7   | Toyota Gazoo Racing       | José María López Kamui Kobayashi Nyck de Vries            | Toyota GR010 Hybrid              | Toyota THS-R 3.5L V6 à 90° Bi-Turbo Hybrid  | M      | 311    |
| 3               | LMH    | 51  | Ferrari - AF Corse        | Alessandro Pier Guidi James Calado Antonio Giovinazzi     | Ferrari 499P                     | Ferrari 3.0L V6 à 90° Bi-Turbo Hybrid       | M      | 311    |
| 4               | LMH    | 6   | Porsche Penske Motorsport | Kévin Estre André Lotterer Laurens Vanthoor               | Porsche 963                      | Porsche 9RD 4.6L V8 Bi-Turbo Hybrid         | M      | 311    |
| 5               | LMH    | 8   | Toyota Gazoo Racing       | Sébastien Buemi Brendon Hartley Ryo Hirakawa              | Toyota GR010 Hybrid              | Toyota THS-R 3.5L V6 à 90° Bi-Turbo Hybrid  | M      | 311    |
| 6               | LMH    | 5   | Porsche Penske Motorsport | Matt Campbell Michael Christensen Frédéric Makowiecki     | Porsche 963                      | Porsche 9RD 4.6 L Turbo V8                  | M      | 311    |
| 7               | LMH    | 2   | Cadillac Racing           | Earl Bamber Alex Lynn Alex Palou                          | Cadillac V-Series.R              | Cadillac LMC55R 5.5 L V8                    | M      | 311    |
| 8               | LMH    | 12  | Hertz Team Jota           | Callum Ilott Norman Nato Will Stevens                     | Porsche 963                      | Porsche 9RD 4.6 L Turbo V8                  | M      | 311    |
| 9               | LMH    | 38  | Hertz Team Jota           | Jenson Button Philip Hanson Oliver Rasmussen              | Porsche 963                      | Porsche 9RD 4.6 L Turbo V8                  | M      | 311    |
| 10              | LMH    | 63  | Lamborghini Iron Lynx     | Mirko Bortolotti ---- Daniil Kvjat Edoardo Mortara        | Lamborghini SC63                 | Lamborghini 3.8 L Turbo V8                  | M      | 309    |
| 11              | LMH    | 94  | Peugeot TotalEnergies     | Paul di Resta Loïc Duval Stoffel Vandoorne                | Peugeot 9X8 2024                 | Peugeot X6H 2.6 L Turbo V6                  | M      | 309    |
| 12              | LMH    | 93  | Peugeot TotalEnergies     | Mikkel Jensen Nico Müller Jean-Éric Vergne                | Peugeot 9X8 2024                 | Peugeot X6H 2.6 L Turbo V6                  | M      | 309    |
| 13              | LMH    | 19  | Lamborghini Iron Lynx     | Matteo Cairoli Andrea Caldarelli Romain Grosjean          | Lamborghini SC63                 | Lamborghini 3.8 L Turbo V8                  | M      | 309    |
| 14              | LMH    | 11  | Isotta Fraschini          | Carl Wattana Bennett Antonio Serravalle Jean Karl Vernay  | Isotta Fraschini Tipo 6-C        | Isotta Fraschini 3.0 L Turbo V6             | M      | 302    |
| 15              | LMP2   | 22  | United Autosports         | Bijoy Garg Oliver Jarvis Nolan Siegel                     | Oreca 07                         | Gibson GK428 V8                             | G      | 297    |
| 16              | LMP2   | 34  | Inter Europol Competition | ---- Vladislav Lomko Clément Novalak Jakub Śmiechowski    | Oreca 07                         | Gibson GK428 V8                             | G      | 297    |
| 17              | LMP2   | 28  | IDEC Sport                | Reshad de Gerus Paul Lafargue Job van Uitert              | Oreca 07                         | Gibson GK428 V8                             | G      | 297    |
| 18              | LMP2   | 183 | AF Corse                  | Ben Barnicoat François Perrodo Nicolás Varrone            | Oreca 07                         | Gibson GK428 V8                             | G      | 297    |
| 19              | LMP2   | 10  | Vector Sport              | Ryan Cullen Patrick Pilet Stéphane Richelmi               | Oreca 07                         | Gibson GK428 V8                             | G      | 297    |
| 20              | LMP2   | 14  | Orlen Team AO by TF       | Louis Delétraz P. J. Hyett Alex Quinn                     | Oreca 07                         | Gibson GK428 V8                             | G      | 295    |
| 21              | LMP2   | 33  | DKR Engineering           | René Binder Laurents Hörr Alexander Mattschull            | Oreca 07                         | Gibson GK428 V8                             | G      | 295    |
| 22              | LMP2   | 25  | Algarve Pro Racing        | Olli Caldwell Roman De Angelis Matthias Kaiser            | Oreca 07                         | Gibson GK428 V8                             | G      | 294    |
| 23              | LMP2   | 65  | Panis Racing              | Mathias Beche Scott Huffaker Rodrigo Sales                | Oreca 07                         | Gibson GK428 V8                             | G      | 293    |
| 24              | LMP2   | 47  | Cool Racing               | Matthew Bell Naveen Rao Frederik Vesti                    | Oreca 07                         | Gibson GK428 V8                             | G      | 291    |
| 25              | LMP2   | 24  | Nielsen Racing            | David Heinemeier Hansson Fabio Scherer Kyffin Simpson     | Oreca 07                         | Gibson GK428 V8                             | G      | 291    |
| 26              | LMP2   | 37  | Cool Racing               | Lorenzo Fluxá Malthe Jakobsen Ritomo Miyata               | Oreca 07                         | Gibson GK428 V8                             | G      | 289    |
| 27              | LMGT3  | 91  | Manthey EMA               | Richard Lietz Morris Schuring Yasser Shahin               | Porsche 911 GT3 R LMGT3          | Porsche flat-six engine M97/80 4.2 L Flat-6 | G      | 281    |
| 28              | LMGT3  | 31  | Team WRT                  | Augusto Farfus Sean Gelael Darren Leung                   | BMW M4 GT3                       | BMW P58 L Turbo I6                          | G      | 280    |
| 29              | LMH    | 311 | Action Express Racing     | Jack Aitken Luís Felipe Derani Felipe Drugovich           | Cadillac V-Series.R              | Cadillac LMC55R 5.5 L V8                    | M      | 280    |
| 30              | LMGT3  | 88  | Proton Competition        | Dennis Olsen Mikkel Pedersen Giorgio Roda                 | Ford Mustang GT3                 | Ford Modular engine 5.4 L V8                | G      | 280    |
| 31              | LMGT3  | 44  | Proton Competition        | John Hartshorne Christopher Mies Ben Tuck                 | Ford Mustang GT3                 | Ford Modular engine 5.4 L V8                | G      | 280    |
| 32              | LMGT3  | 85  | Iron Dames                | Sarah Bovy Rahel Frey Michelle Gatting                    | Lamborghini Huracán GT3 Evo 2    | Lamborghini DGF 5.2 L V10                   | G      | 279    |
| 33              | LMGT3  | 55  | Vista AF Corse            | François Hériau Simon Mann Alessio Rovera                 | Ferrari 296 GT3                  | Ferrari F163CE 3.0 L Turbo V6               | G      | 279    |
| 34              | LMGT3  | 78  | Akkodis ASP Team          | ---- Timur Boguslavskiy Arnold Robin Kelvin van der Linde | Lexus RC F GT3                   | Toyota 2UR-GSE 5.0 L V8                     | G      | 279    |
| 35              | LMGT3  | 155 | Spirit of Race            | Conrad Laursen Johnny Laursen Jordan Taylor               | Ferrari 296 GT3                  | Ferrari F163CE 3.0 L Turbo V6               | G      | 279    |
| 36              | LMGT3  | 777 | D'station Racing          | Erwan Bastard Satoshi Hoshino Marco Sørensen              | Aston Martin Vantage AMR GT3 Evo | Aston Martin M177 4.0 L Turbo V8            | G      | 279    |
| 37              | LMGT3  | 87  | Akkodis ASP Team          | Jack Hawksworth Takeshi Kimura Esteban Masson             | Lexus RC F GT3                   | Toyota 2UR-GSE 5.0 L V8                     | G      | 279    |
| 38              | LMGT3  | 82  | TF Sport                  | Sébastien Baud Daniel Juncadella Hiroshi Koizumi          | Chevrolet Corvette Z06 GT3.R     | Chevrolet LT6.R 5.5 L V8                    | G      | 278    |
| 39              | LMGT3  | 86  | GR Racing                 | Riccardo Pera Daniel Serra Mike Wainwright                | Ferrari 296 GT3                  | Ferrari F163CE 3.0 L Turbo V6               | G      | 278    |
| 40              | LMGT3  | 70  | Inception Racing          | Brendan Iribe Ollie Millroy Frederik Schandorff           | McLaren 720S GT3 Evo             | McLaren M840T 4.0 L Turbo V8                | G      | 275    |
| 41              | LMGT3  | 92  | Manthey PureRxcing        | Klaus Bachler Alex Malykhin Joel Sturm                    | Porsche 911 GT3 R LMGT3          | Porsche flat-six engine M97/80 4.2 L Flat-6 | G      | 273    |
| 42              | LMP2   | 23  | United Autosports USA     | Filipe Albuquerque Ben Hanley Ben Keating                 | Oreca 07                         | Gibson GK428 V8                             | G      | 272    |
| 43              | LMGT3  | 81  | TF Sport                  | Rui Andrade Charlie Eastwood Tom Van Rompuy               | Chevrolet Corvette Z06 GT3.R     | Chevrolet LT6.R 5.5 L V8                    | G      | 267    |
| 44              | LMGT3  | 60  | Iron Lynx                 | Matteo Cressoni Franck Perera Claudio Schiavoni           | Lamborghini Huracán GT3 Evo 2    | Lamborghini DGF 5.2 L V10                   | G      | 258    |
| 45              | LMH    | 99  | Proton Competition        | Julien Andlauer Neel Jani Harry Tincknell                 | Porsche 963                      | Porsche 9RD 4.6 L Turbo V8                  | M      | 251    |
| 46              | LMGT3  | 77  | Proton Competition        | Ben Barker Ryan Hardwick Zacharie Robichon                | Ford Mustang GT3                 | Ford Modular engine 5.4 L V8                | G      | 227    |
| Nicht klassiert |        |     |                           |                                                           |                                  |                                             |        |        |
| 47              | LMH    | 20  | BMW M Team WRT            | Robin Frijns René Rast Sheldon van der Linde              | BMW M Hybrid V8                  | BMW P66/3 4.0 L Turbo V8                    | M      | 96     |
| Ausgefallen     |        |     |                           |                                                           |                                  |                                             |        |        |
| 48              | LMH    | 83  | AF Corse                  | Robert Kubica Robert Shwartzman Ye Yifei                  | Ferrari 499P                     | Ferrari 3.0L V6 à 90° Bi-Turbo Hybrid       | M      | 248    |
| 49              | LMH    | 3   | Cadillac Racing           | Sébastien Bourdais Scott Dixon Renger van der Zande       | Cadillac V-Series.R              | Cadillac LMC55R 5.5 L V8                    | M      | 223    |
| 50              | LMGT3  | 59  | United Autosports         | Nicolas Costa James Cottingham Grégoire Saucy             | McLaren 720S GT3 Evo             | McLaren M840T 4.0 L Turbo V8                | G      | 220    |
| 51              | LMGT3  | 95  | United Autosports         | Hiroshi Hamaguchi Nico Pino Marino Satō                   | McLaren 720S GT3 Evo             | McLaren M840T 4.0 L Turbo V8                | G      | 212    |
| 52              | LMH    | 4   | Porsche Penske Motorsport | Mathieu Jaminet Felipe Nasr Nick Tandy                    | Porsche 963                      | Porsche 9RD 4.6 L Turbo V8                  | M      | 211    |
| 53              | LMGT3  | 27  | Heart of Racing Team      | Ian James Daniel Mancinelli Alex Riberas                  | Aston Martin Vantage AMR GT3 Evo | Aston Martin M177 4.0 L Turbo V8            | G      | 196    |
| 54              | LMP2   | 45  | CrowdStrike Racing by APR | Colin Braun Nicky Catsburg George Kurtz                   | Oreca 07                         | Gibson GK428 V8                             | G      | 149    |
| 55              | LMP2   | 30  | Duqueine Team             | James Allen John Falb Jean-Baptiste Simmenauer            | Oreca 07                         | Gibson GK428 V8                             | G      | 112    |
| 56              | LMGT3  | 66  | JMW Motorsport            | Giacomo Petrobelli Larry ten Voorde Salih Yoluç           | Ferrari 296 GT3                  | Ferrari F163CE 3.0 L Turbo V6               | G      | 112    |
| 57              | LMGT3  | 46  | Team WRT                  | Ahmad Al Harthy Maxime Martin Valentino Rossi             | BMW M4 GT3                       | BMW P58 L Turbo I6                          | G      | 109    |
| 58              | LMH    | 15  | BMW M Team WRT            | Raffaele Marciello Dries Vanthoor Marco Wittmann          | BMW M Hybrid V8                  | BMW P66/3 4.0 L Turbo V8                    | M      | 102    |
| 59              | LMH    | 36  | Alpine Endurance Team     | Nicolas Lapierre Mick Schumacher Matthieu Vaxivière       | Alpine A424                      | Mecachrome V634 3.4L Turbo V6               | M      | 88     |
| 60              | LMP2   | 9   | Proton Competition        | Macéo Capietto Jonas Ried Bent Viscaal                    | Oreca 07                         | Gibson GK428 V8                             | G      | 86     |
| 61              | LMH    | 35  | Alpine Endurance Team     | Paul-Loup Chatin Ferdinand Habsburg Charles Milesi        | Alpine A424                      | Mecachrome V634 3.4L Turbo V6               | M      | 75     |
| 62              | LMGT3  | 54  | Vista AF Corse            | Francesco Castellacci Thomas Flohr Davide Rigon           | Ferrari 296 GT3                  | Ferrari F163CE 3.0 L Turbo V6               | G      | 30     |

### Nur in der Meldeliste
Weitere gemeldete Teams, Fahrzeuge und Fahrer finden sich in der Start- und Reserveliste.

### Klassensieger
| Klasse | Fahrer        | Fahrer          | Fahrer          | Fahrzeug                | Platzierung im Gesamtklassement |
| ------ | ------------- | --------------- | --------------- | ----------------------- | ------------------------------- |
| LMH    | Antonio Fuoco | Miguel Molina   | Nicklas Nielsen | Ferrari 499P            | Gesamtsieg                      |
| LMP2   | Bijoy Garg    | Oliver Jarvis   | Nolan Siegel    | Oreca 07                | Rang 15                         |
| LMGT3  | Richard Lietz | Morris Schuring | Yasser Shahin   | Porsche 911 GT3 R LMGT3 | Rang 27                         |

### Hypercar-Balance-of-Performance
| Fahrzeug                        | Mindestgewicht | Max. Leistung | Max. Energiemenge pro Stint | Leistungsänderung ab 250 km/h | Hybridboost ab | Handicap Nachtanken |
| ------------------------------- | -------------- | ------------- | --------------------------- | ----------------------------- | -------------- | ------------------- |
| Cadillac V-Series.R (LMDh)      | 1036 kg        | 508 kW        | 900 Megajoule               | 0                             | –              | –                   |
| Ferrari 499P (LMH)              | 1043 kg        | 508 kW        | 889 Megajoule               | - 1,7 %                       | 190 km/h       | 0,2 Sekunden        |
| Peugeot 9X8 2024 (LMH)          | 1047 kg        | 508 kW        | 895 Megajoule               | - 0,7 %                       | 190 km/h       | 0,2 Sekunden        |
| Porsche 963 (LMDh)              | 1042 kg        | 511 kW        | 904 Megajoule               | 0                             | –              | –                   |
| Toyota GR010 Hybrid (LMH)       | 1053 kg        | 508 kW        | 906 Megajoule               | + 0,9 %                       | 190 km/h       | 0,2 Sekunden        |
| BMW M Hybrid V8 (LMDh)          | 1039 kg        | 508 kW        | 904 Megajoule               | + 0,9 %                       | –              | –                   |
| Alpine A424 (LMDh)              | 1038 kg        | 506 kW        | 903 Megajoule               | + 0,9 %                       | –              | –                   |
| Lamborghini SC63 (LMDh)         | 1039 kg        | 518 kW        | 904 Megajoule               | - 1,6 %                       | –              | –                   |
| Isotta Fraschini Tipo 6-C (LMH) | 1048 kg        | 514 kW        | 915 Megajoule               | - 1,6 %                       | 190 km/h       | 0,2 Sekunden        |

### Renndaten
- Gemeldet: 70
- Gestartet: 62
- Gewertet: 46
- Rennklassen: 3
- Zuschauer: 350.000
- Ehrenstarter des Rennens: Zinédine Zidane, ehemaliger französischer Fußballspieler und -trainer
- Wetter am Rennwochenende: kühl, immer wieder Regen
- Streckenlänge: 13,626 km
- Fahrzeit des Siegerteams: 24:01:55,856 Stunden
- Runden des Siegerteams: 311
- Distanz des Siegerteams: 4237,686 km
- Siegerschnitt: 176,600 km/h
- Pole Position: Kevin Éstre – Porsche 963 (#6) – 3:24,634 = 239,900 km/h
- Schnellste Rennrunde: José María López – Toyota GR010 Hybrid (#7) – 3:28,756 = 235,000 km/h
- Rennserie: 4. Lauf zur FIA-Langstrecken-Weltmeisterschaft 2024